# Банияс (город, Сирия)
О городе на Голанских высотах (Кесария Филиппова), см. Баниас
Бания́с (араб. بانياس‎) — город и порт в мухафазе Тартус на северо-западе Сирии.

## География
Расположен в 55 км к югу от Латакии и в 35 км к северу от Тартуса, на высоте 9 м над уровнем моря. Через город протекает небольшая река Банияс, впадающая в Средиземное море. В районе порта находится нефтеперерабатывающий завод.

## История
Во времена финикийцев город был важным морским портом. Грекам Банияс был известен как Балемия. Он славился своими садами и экспортом древесины. Сегодня город известен своими нефтеперерабатывающими предприятиями. В нём до сих пор растут цитрусовые сады, окружённые зелёными холмами. На одном из холмов на высоте около 420 м расположена цитадель Маргат, построенная из тёмного базальтового камня.
В годы Гражданской войны в Сирии в городе действовала исламистская группировка Фронт ан-Нусра.

## Население
По данным на 2008 год население города составляет 42 128 человек.